# Karen Souza
Karen Souza est une chanteuse de jazz argentine,, née à Buenos Aires. Elle est représentée par le label indépendant Music Brokers, dans la plupart des pays du monde, même si en Espagne et au Portugal, elle est représentée par Warner Music Espagne.

## Carrière
Elle commence sa carrière sous divers pseudonymes. Elle fournit un soutien vocal à un certain nombre de producteurs de musique électronique et fait partie de plusieurs enregistrements chez Music Brokers, telles que les versions de « Creep » de Radiohead, ainsi que « Do You Really Want to Hurt Me » et « Personal Jesus ». Ces œuvres ont été à l'origine éditées sur une série appelée Jazz et 80. Période correspondant au temps où Karen commence à aimer le jazz et travaille à la composition de son propre album.
En 2010, elle passe plusieurs mois à Los Angeles pour écrire des chansons avec le parolier [Pam Oland] et pour l'enregistrement de voix, avec le célèbre producteur Disney, Joel McNeely, qui a récemment terminé son travail sur l'album de Seth MacFarlane « Music is Better Than Words ». L'album, appelé Hôtel Souza, a été publié en septembre 2012.
En octobre de la même année, elle donne plusieurs concerts à Tokyo au Blue Note Café et signe un contrat pour le Japon, avec la firme de disques JVC Victor. Elle effectue une grande tournée en Amérique latine, jouant en concerts, au Venezuela, au Brésil, en Argentine, au Chili ainsi qu'au Mexique, où elle a une forte communauté de fans.
En 2013, elle est en tournée pour deux mois à travers le Mexique. Alors qu'elle est à l'origine connue pour ses interprétations du jazz des années 1980, son répertoire comprend maintenant un certain nombre de ses propres chansons, telles que Paris, Break my Heart et Lie to Me.
Le titre « Creep » de Radiohead a été largement utilisé dans le film de 2013, Zero Theorem, réalisé par Terry Gilliam, qui n'était pas au courant de la restitution originale de Karen Souza.

## Discographie

### Albums
- 2011 : Essentials (OCLC 828058396)
- 2014 : Essentials II (Music Brokers) (OCLC 897437728)

### Albums Studio
- Septembre 2012 : Hôtel De Souza (Music Brokers) (OCLC 849357613)